# Armáda svaté války
Armáda svaté války (arabsky جيش الجهاد المقدس‎, Jaysh al-Jihād al-Muqaddas) byla palestinská nepravidelná armáda, která bojovala v letech 1947 a 1948 v občanské válce v mandátní Palestině a v následné první arabsko-izraelské válce. Veleli jí Abd al-Kádir al-Husajní a Hasan Saláma.
Armáda postupně vznikala z jednotky, kterou vedl Abd al-Kádir al-Husajní. V prosinci 1947 dorazil do Jeruzaléma a do března 1948 naverboval zhruba 120 mužů. Následně si založili základnu ve městě Berzeit severně od Rámaláhu. Z tohoto místa zahájili pokus o blokádu Jeruzaléma, když útočili na židovské konvoje směřující do města. Druhý velitel, Hasan Salama, zhruba s tisícovkou mužů vedl operace v oblastech měst Lod a Ramla, a hlídal cestu mezi městy Tel Aviv a Jeruzalém. Al-Husajní padl v dubnu 1948 během dobývání vesnice Qastal Hill u Jeruzaléma. Tu krátce předtím dobyly oddíly Hagany během operace Nachšon. Armáda svaté války byla úspěšná, když se oddíly Hagany z vesnice stáhly. Nicméně jen pár dní poté vesnici dobyly oddíly Palmach. V červnu 1948 v boji u Roš ha-Ajin padl i Hasan Saláma. V říjnu 1948 vydalo Jordánsko rozkaz arabským legiím odzbrojit zbývající oddíly armády svaté války.
Po vzniku Všepalestinského protektorátu byla armáda svaté války oficiálně obnovena s cílem dobýt zpět Palestinu. Protektorátní vládě ale chyběly prostředky na její reálné fungování.